# Rhabdiopteryx hamulata
Rhabdiopteryx hamulata är en bäcksländeart som först beskrevs av Klapalek 1902.  Rhabdiopteryx hamulata ingår i släktet Rhabdiopteryx och familjen vingbandbäcksländor. Inga underarter finns listade i Catalogue of Life.